# 14. izvanredni kongres SKJ
14. izvanredni kongres Saveza komunista Jugoslavije održan je od 20. do 22. siječnja 1990. godine, u beogradskom centru "Sava". U kongresu su sudjelovali izaslanici iz svih tadašnjih jugoslavenskih republika i pokrajina, kao i partijsko izaslanstvo JNA. Tadašnji predsjednik Predsjedništva CK SKJ bio je Milan Pančevski iz SR Makedonije.

## Pripreme za kongres
Redovni kongres SKJ trebao se održati upravo 1990. godine, no predlagano je već ranije, na 18. sjednici Saveza komunista Jugoslavije, kada je taj prijedlog odbijen. Potom je na 20. sjednici izaslanstvo Vojvodine ponovno predložilo održavanje izvanrednog kongresa, što je opet odbijeno, dok konačno isti prijedlog na 22. sjednici nije prihvaćen. Nije bilo jedinstvenog stava oko toga treba li se ovaj kongres zvati izvanrednim. Takvom su se nazivu osobito protivili slovenski komunisti. Prema pitanjima kojima se trebao baviti, osobito onima koja su se odnosila na budući ustroj Jugoslavije, kongres je doista bio izvanredan.

## Tijek kongresa
Na kongresu su se ponajprije sukobili srpsko i slovensko izaslanstvo. Prvi su se zalagali za uvođenje sustava „jedan čovek - jedan glas“, tj. za unitarnu Jugoslaviju. Slovenci su, međutim, predlagali konfederaliziranje partije i države. Bit njihovih prijedloga bila je u tome da se uvede politički pluralizam, koji je u stvarnosti zapravo već i postojao, jer su u Sloveniji već bili održani izbori za slovenskog predstavnika u saveznom Predsjedništvu, a u Hrvatskoj i Sloveniji bile su u tijeku pripreme za prve višestranačke izbore za Hrvatski sabor i Skupštinu Slovenije. Potom su zahtijevali da se izbaci iz zakonodavstva odredba o takozvanom verbalnom deliktu, da se zabrani mučenje političkih zatvorenika, kao i politička suđenja. Također su tražili da veze između saveznih jedinica budu drugačije i da sve savezne jedinice budu autonomne i da nadglasavanje postane nemoguće. Svi prijedlozi slovenskog izaslanstva, koje je predvodio Milan Kučan, bili su odbijeni. Istovremeno, srpski su prijedlozi prihvaćani većinom glasova. 
Poslije dva dana rada i oštrih verbalnih sukoba, izaslanstvo Slovenskih komunista napustilo je 22. siječnja navečer kongresnu dvoranu centra "Sava", praćeni pljeskom srpskih predstavnika. 
Na poticaj Slobodana Langa, Ivica Račan koji je bio na čelu hrvatskog izaslanstva prišao je govornici i izjavljuje "da mi (izaslanstvo SKH) ne možemo prihvatiti Jugoslavensku partiju bez Slovenaca" te nakon toga i hrvatsko izaslanstvo napušta Kongres.
Odmah nakon toga, vođa srpske delegacije, Slobodan Milošević, predložio je da kongres nastavi rad, da se uspostavi novi kvorum koji će kongresu omogućiti donošenje odluka, te da se prijeđe na glasovanje. Tada su i hrvatski izaslanici odlučili napustiti kongres. Taj je događaj označio kraj vladavine SKJ.
Nakon što su se hrvatskom stavu pridružila i izaslanstva Makedonije i Bosne i Hercegovine, predsjedatelj kongresa Momir Bulatović odredio je 22. siječnja u 22,45 sati stanku od petnaest minuta, no do nastavka rada kongresa u pravom smislu nije nikada došlo. Time je, nakon 45 godina, prekinuta vladavina SKJ. Ovaj događaj bio je jedan od ključnih u raspadu SFRJ. 
Bez izaslanstava iz Slovenije, Hrvatske, Bosne i Hercegovine i Makedonije kongres je zaključen 30. svibnja 1990., no upravo zbog njegova okrnjena sastava nije moguće govoriti o legitimnom nastavku kongresa.